# Laurence Archer
Laurence Archer är en brittisk gitarrist, mest känd för att ha spelat i UFO och med Phil Lynott i gruppen Grand Slam 1984. Gruppen fick inget skivkontrakt för att de jämfördes med Thin Lizzy som splittrades 1983. Vid denna tid hade även Lynott drogproblem.